# Biblioteca Nacional d'Àustria
La Biblioteca Nacional d'Àustria (en alemany, Österreichische Nationalbibliothek o "ÖNB") hereva de l'antiga Biblioteca Imperial dels Habsburg (Hofbibliothek), posseeix gairebé vuit milions de documents.
Va adquirir el seu nom actual en 1920, després de la fi de l'Imperi. Està situada en el Hofburg de Viena, i alguns dels seus fons es troben dipositats al Palau Mollard-Clary. Conté valuosos fons: papirs, manuscrits, incunables, llibres antics, mapes, partitures musicals, autògrafs, gravats, esferes i globus terraqüis i celestes, etc. Recull la gran riquesa acumulada per la Casa d'Habsburg des de temps medievals, si bé la Biblioteca Imperial, antecedent directa de l'actual, va començar a funcionar des del segle xvi, sota Maximilià II. Compta així mateix amb una important col·lecció (més de 35.000 exemplars) de llibres en i sobre l'esperanto i altres llengües artificials. Dins de la institució hi ha un museu sobre papirs, un altre sobre globus terraqüis, i un tercer sobre l'esperanto.
L'edifici barroc va ser dissenyat per Johann Bernhard Fischer von Erlach i aixecat entre 1723 i 1726 sota la direcció del seu fill Joseph Emanuel Fischer von Erlach.